# 데니스 스토르회이
데니스 스토르회이(노르웨이어: Dennis Storhøi, 1960년 7월 15일 ~ )는 노르웨이의 배우, 성우, 텔레비전 배우이다.
프레드릭스타드에서 태어났다.

## 영화
- 말괄량이 마녀 로비와 숲 속 친구들 (2016년)
- 투 라이브즈 (2012년)
- 엘리아스 : 바다의 보물을 찾아라! (2010년)
- 에바의 눈 (1999년)
- 13번째 전사 (1999년)